# Djégouan
Djégouan, également orthographié Djigouan – appelé Tiegwa en sénoufo –, est une commune rurale située dans le département de Samorogouan de la province de Kénédougou dans la région des Hauts-Bassins au Burkina Faso.

## Géographie
Djégouan est situé en pays sénoufo, à 10 km à l'ouest de Samorogouan,. Le village est constitué de quatre principaux quartiers que sont Klégué, Koko, Farakan et Flakin ainsi que par le marigot Lokelè ; les lieux de brousses sont Sagayagué, Gagougué, Sadoguégué, Dagagui, Kassigua, Souflagué et Fougoriyé.
Les trois principales ethnies du village sont les Sénoufos, les Mossis et les Peuls.

## Administration
Dépendant sur le plan administratif du maire de Samorogouan (où le village a deux conseillers administratifs) dans ses rapports à l'État et pour l'organisation des services publics, le village de Djégouan répond également à une chefferie traditionnelle tenue par le chef coutumier (Koulfo) qui assure le respect et l'adoration des lieux sacrés et le chef du village (Kanhafolo) qui l'administre localement ; à Djégouan ces deux chefferies sont fusionnées. Cette chefferie est transmise de manière patrilinéaire au sein de la famille Traoré et passe à l'homme le plus âgé dans la grande famille paternelle de l'ancien chef à sa mort ; les généalogies sont pour les chefs : Katiéré, Yakatien, Zôhôré, Dogo Ouattara (intérim), Zanga, Zé et Nabèrè Traoré.

## Économie
L'économie de la commune repose sur l'agriculture de subsistance (mil, maïs, sorgho, haricot, arachides, igname, patates et riz) ainsi que sur la culture de rente du coton depuis 1954. Djégouan a six Groupements de producteurs de coton (les GPCs Ala kabo, Fié koulé, Teega wendé, Yankadi, Manegtaaba et Noumoussoro) dans le village ainsi qu'une association de femmes. L'élevage (bœufs, chèvres, moutons, volailles) est aussi pratiqué.

## Santé et éducation
Le centre de soins le plus proche de Djégouan est le centre de santé et de promotion sociale (CSPS) de Sikorla-Diérikandougou. La commune possède un puits à grand diamètre et six forages.
La commune possède une école primaire constituée de trois classes ouvertes en 2005 ainsi qu'un centre d'alphabétisation (depuis 2003) mais les études secondaires doivent se faire aux collèges de Samorogouan.

## Religion
Historiquement de religion traditionnelle reposant sur le fétichisme, Djégouan continue à le pratiquer avec l'adoration d'un grand fétiche qu'est le « Konon » originaire de Néba au Mali. Il existe de même des lieux sacrés que sont : Kouné, Katiarè, Togo, Siguissi et Gossogué ; et le marigot Lokelè où se trouvent des poissons sacrés.
Les monothéismes sont représentés par le protestants (pentecôtistes) possédant un lieu de culte, ainsi que l'islam sunnite et l'islam chiite pratiqués dans la mosquée située dans le quartier Flakin.

## Culture
Le village possède un groupe de joueurs de balafon et de « guinigué », un tam-tam de guerre, joué pendant les cérémonies et les fêtes.
Parmi les interdits culturels de Djégouan, l'impossibilité de contracter un mariage avec un(e) habitant(e) du village de Sourou est due au contentieux qui opposa les hommes des deux villages lors de la Guerre de Sikasso, durant laquelle les hommes de Sourou détruisirent le village de Djégouan. Un autre interdit est celui de ne pas pouvoir couper du bois ou piler la nuit.